# Parlamento de Gran Bretaña
El Parlamento de Gran Bretaña es el parlamento formado en mayo de 1707, tras la ratificación de las Actas de Unión por parte del Parlamento de Inglaterra y el Parlamento de Escocia. Las Actas ratificaron el tratado de Unión que creó un nuevo Reino unificado de Gran Bretaña y también creó el parlamento de Gran Bretaña, ubicado en la antigua sede del parlamento inglés, en el Palacio de Westminster, próximo a la ciudad de Londres.
Esta situación duró casi un siglo, hasta que las Actas de Unión de 1800 fusionaron los parlamentos británico e irlandés en un solo Parlamento del Reino Unido, con efecto a partir del 1 de enero de 1801.

## Historia
Tras el Tratado de Unión de 1706, se aprobó, tanto en el Parlamento de Inglaterra como en el Parlamento de Escocia, el Acta de Unión que ratificaba el Tratado. Esto creó un nuevo Reino de Gran Bretaña.   Las leyes allanaron el camino para la promulgación del Tratado de Unión, que creó un nuevo parlamento, denominado «Parlamento de Gran Bretaña», con sede en la sede del antiguo parlamento inglés. Se conservaron todas las tradiciones, procedimientos y reglamentos del Parlamento inglés, aunque en el tratado no existe ninguna disposición al respecto. Además, los funcionarios y miembros en funciones que representaban a Inglaterra constituían la abrumadora mayoría del nuevo organismo. Ni siquiera se consideró necesario celebrar nuevas elecciones generales. Aunque el derecho escocés y la legislación escocesa permanecerían separados, a partir de entonces toda nueva legislación debía ser promulgada por el nuevo parlamento, con excepción de aquella relativa al derecho privado, que solo podía legislarse para la "evidente utilidad" del pueblo.  La prominencia de facto de Inglaterra en el nuevo parlamento fue, y sigue siendo, una cuestión polémica.[cita requerida]
Luego de que el rey hannoveriano Jorge I ascendiera al trono británico en 1714 mediante el Acta de Establecimiento de 1701, el poder real continuó alejándose de la monarquía. Jorge era un gobernante alemán, hablaba mal el inglés y seguía interesado en gobernar sus dominios en la Europa continental en lugar de en Gran Bretaña. Es por esto que confió el poder a un grupo de sus ministros, el más importante de los cuales era Sir Robert Walpole. Hacia el final de su reinado en 1727, la posición de los ministros, que debían contar con el apoyo del Parlamento, estaba consolidada. El sucesor de Jorge I, su hijo Jorge II, continuó con las políticas internas de su padre e hizo pocos esfuerzos por restablecer el control monárquico sobre el gobierno, que ahora estaba bajo el firme control del Parlamento. A finales del siglo XVIII, el monarca aún tenía una influencia considerable sobre el Parlamento, dominado por la aristocracia inglesa, mediante el patrocinio, pero había dejado de ejercer poder directo: por ejemplo, la última ocasión en que se denegó el asentimiento real fue en 1708 por la reina Ana, y esto se hizo solo a petición de sus ministros. En las elecciones generales, el voto estaba restringido a los terratenientes y propietarios de tierras, en distritos electorales que habían cambiado poco desde la Edad Media, de modo que en muchos burgos "podridos" y "de bolsillo" se podían comprar escaños, mientras que las ciudades principales permanecían sin representación, excepto por los Caballeros del Condado que representaban a condados enteros. Los reformistas y los radicales buscaron una reforma parlamentaria, pero a medida que se desarrollaban las guerras revolucionarias francesas, el gobierno británico se volvió represivo contra la disidencia y el progreso hacia la reforma se estancó.[cita requerida]

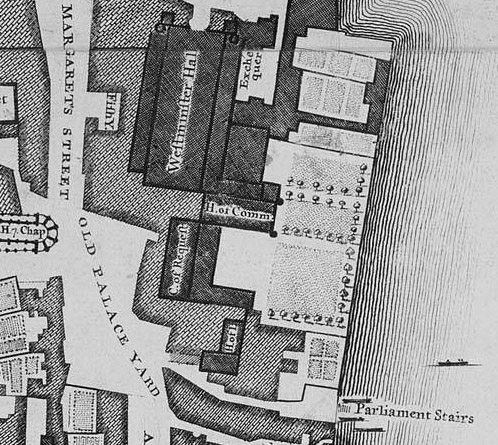
Plano del Palacio de Westminster según el Mapa de Londres, Westminster y Southwark de John Rocque, 1746.

El sucesor de Jorge II, Jorge III, intentó restaurar la supremacía real y la monarquía absoluta. Sin embargo, hacia el final de su reinado la posición de los ministros del rey (que descubrieron que necesitaban el apoyo del Parlamento para promulgar cambios importantes) se había vuelto central para el papel del gobierno británico, y seguiría siéndolo en adelante.[cita requerida]
Durante la primera mitad del reinado de Jorge III, el monarca todavía tenía una influencia considerable sobre el Parlamento, que estaba dominado por el patrocinio y la influencia de la nobleza inglesa. La mayoría de los candidatos a la Cámara de los Comunes fueron identificados como Whigs o Tories, pero una vez elegidos formaron coaliciones de intereses cambiantes en lugar de dividirse según líneas partidarias claras. En las elecciones generales, el voto estaba restringido en la mayoría de los lugares a los propietarios, en distritos electorales que estaban obsoletos y no reflejaban la creciente importancia de las ciudades industriales o los cambios de población. De modo que en los distritos pobres y pobres los escaños en el parlamento podían ser comprados a los ricos terratenientes que los controlaban, mientras que las ciudades principales permanecían sin representación. Reformadores como William Beckford y radicales como John Wilkes pidieron una reforma del sistema. En 1780, Charles James Fox y Thomas Brand Hollis elaboraron un proyecto de programa de reforma y lo presentó un subcomité de electores de Westminster. Esto incluía llamados a favor de los seis puntos adoptados posteriormente por los cartistas.[cita requerida]
La Guerra de Independencia de Estados Unidos terminó en una derrota de la política exterior de Jorge III, quien buscaba impedir que las trece colonias americanas se separaran y formaran su propia nación independiente. En marzo de 1782 el rey se vio obligado a nombrar una administración dirigida por sus opositores, que buscaban frenar el patrocinio real. En noviembre de 1783, aprovechó la oportunidad de usar su influencia en la Cámara de los Lores para derrotar un proyecto de ley para reformar la Honorable Compañía de las Indias Orientales, destituyó al gobierno de turno y nombró a William Pitt el Joven para formar un nuevo gobierno. Pitt había pedido previamente que el Parlamento comenzase a reformarse, pero no presionó durante mucho tiempo para lograr reformas que no agradaban al rey. Las propuestas que Pitt hizo en abril de 1785 para redistribuir los escaños de los "burgos podridos" a Londres y los condados fueron derrotados en la Cámara de los Comunes por 248 votos contra 174.[cita requerida]
A raíz de la Revolución Francesa de 1789, surgieron organizaciones radicales como la London Corresponding Society para presionar a favor de una reforma parlamentaria, pero a medida que se desarrollaban las guerras revolucionarias francesas, el gobierno tomó amplias medidas represivas debido al temor de disturbios internos, lo cual estancó durante décadas los ideales democráticos e igualitarios de la Revolución Francesa y el progreso hacia la reforma.

### Parlamento del Reino Unido
En 1801, se creó el Parlamento del Reino Unido cuando el Reino de Gran Bretaña se unió al Reino de Irlanda para convertirse en el Reino Unido de Gran Bretaña e Irlanda bajo el Acta de Unión de 1800.

## Membresía por país constituyente, en 1801
Monmouthshire (una circunscripción de condado con dos miembros y una circunscripción de burgo de un solo miembro) está incluida en Gales en estas tablas. Las fuentes para este período pueden incluir el condado en Inglaterra.
Tabla 1: Distritos electorales y miembros, por clase y país, en 1801.    
| País       |     |    |   |     |     |     |   | Total de miembros | Población (1801) | Personas por diputado (1801) |
| ---------- | --- | -- | - | --- | --- | --- | - | ----------------- | ---------------- | ---------------------------- |
| Inglaterra | 202 | 39 | 2 | 243 | 404 | 78  | 4 | 486               | 8.350.859        | ~17.182                      |
| Gales      | 13  | 13 | 0 | 26  | 13  | 14  | 0 | 27                | 541.677          | ~20.062                      |
| Escocia    | 15  | 30 | 0 | 45  | 15  | 30  | 0 | 45                | 1.608.420        | ~35.724                      |
| Total      | 230 | 82 | 2 | 314 | 432 | 122 | 4 | 558               | 10,5 millones    | ~18.819                      |

Tabla 2: Número de escaños por circunscripción, por clase y país, en 1801.
| País       | BC×1 | BC×2 | BC×4 | CC×1 | CC×2 | UC×2 | Total C |
| ---------- | ---- | ---- | ---- | ---- | ---- | ---- | ------- |
| Inglaterra | 4    | 196  | 2    | 0    | 39   | 2    | 243     |
| Gales      | 13   | 0    | 0    | 12   | 1    | 0    | 26      |
| Escocia    | 15   | 0    | 0    | 30   | 0    | 0    | 45      |
| Total      | 32   | 196  | 2    | 42   | 40   | 2    | 314     |